# Zonnepark Haulerwijk
Het zonnepark Haulerwijk is een zonnepark, gelegen in Haulerwijk in de Nederlandse gemeente Ooststellingwerf. Het park levert sinds 2018 elektriciteit aan het net.  
Het park is ontwikkeld door GroenLeven en kan met 19.620 zonnepanelen 6,7 megawatt aan energie leveren. Met deze opbrengst kan het zonnepark volgens GroenLeven ongeveer 2.000 huishoudens groene stroom aanbieden.
In 2020 kwam het park in opspraak, omdat GroenLeven zich niet hield aan aanspraken met de aangrenzende bewoners. Deze afspraken betroffen de landschappelijke inpassing van de zonnepanelen, zoals het groeien en in stand houden van de groenstrook. GroenLeven constateerde dit eveneens en heeft daarom in afstemming met de gemeente en omwonenden een plan van aanpak opgesteld, waarin o.a. de landschappelijke inpassing, het onderhoud, de te plaatsen hekwerken en de camerabewaking zijn meegenomen. Dit plan is momenteel in uitvoering.